# Spreobrnjenje na poti v Damask
 Spreobrnjenje na poti v Damask (italijansko Conversione di San Paolo) je delo Caravaggia, naslikano leta 1601 za Cerasijevo kapelo cerkve Santa Maria del Popolo v Rimu. Nasproti je še drugi Caravaggio, ki prikazuje Križanje svetega Petra. Na oltarju med obema je Vnebovzetje Device Marije  Annibale Carraccija.

## Zgodovina
Dve stranski sliki Cerasijeve kapele je septembra 1600 naročil monsinjor Tiberio Cerasi, generalni blagajnik, papeža Klemena VIII., ki je 8. julija 1600 od avguštinskih bratov kupil kapelo in Carlu Madernu zaupal zgraditi majhno zgradbo v baročnem slogu. Pogodba o oltarni sliki s Carraccijem ni ohranjena, vendar se na splošno domneva, da je bil dokument podpisan že prej, Caravaggio pa je moral upoštevati dela drugega umetnika in celoten ikonografski program kapele.
Čeprav je bilo že veliko povedanega o domnevnem rivalstvu med slikarji, zgodovinskih dokazov o resnih napetostih ni. Oba sta bila v Rimu uspešna in iskana umetnika. Caravaggio je dobil Cerasijevo naročilo takoj po končanih slavnih delih v Contarellijevi kapeli, Carracci pa je bil zaposlen z ustvarjanjem svojega velikega cikla fresk v palači Farnese. V teh okoliščinah ni bilo nobenega razloga, da bi se imela za poslovna tekmeca, pravi Denis Mahon.
Pogodba, podpisana 24. septembra 1600 določa, da bo »ugledni slikar Michelangelo Merisi da Caravaggio« naslikal dve veliki plošči iz ciprese, visoki deset in široki osem dlani, ki predstavljata Spreobrnjenje svetega Pavla in Mučeništvo svetega Petra v osmih mesecih za cena 400 scudov. Pogodba je slikarju dala proste roke, da je izbral figure, osebe in okraske, upodobljene na način, ki se mu je zdel primeren, »v zadovoljstvo njegovega gospodstva«, pred izvedbo pa je moral predložiti tudi pripravljalne študije slik. Caravaggio je od bankirja Vincenza Giustinianija prejel 50 skudov kot predplačilo, preostanek pa je bilo treba plačati ob zaključku. Dimenzije, določene za plošče, so skoraj enake velikosti obstoječih platen.
Ko je Tiberio Cerasi umrl 3. maja 1601, je Caravaggio še vedno delal na slikah, kar potrjuje avviso z dne 5. maja, ki omenja, da je kapela okrašena z roko famosissima Pittore Caravaggia. Drugi avviso z dne 2. junija dokazuje, da je Caravaggio mesec dni kasneje še vedno delal na slikah. Dokončal jih je nekje pred 10. novembrom, ko je od dedičev Tiberia Cerasija, očetov Ospedale della Consolazione, prejel zadnji obrok. Skupna odškodnina za slike se je iz neznanih razlogov zmanjšala na 300 scudov.
Slike je v kapelo 1. maja 1605 dokončno namestil lesar Bartolomeo, ki je za svoje delo od Ospedale prejel štiri scude in petdeset baiocchi.
Prva različica
Giovanni Baglione v svoji biografiji o Caravaggiu iz leta 1642 poroča, da sta bili zavrnjeni prvi različici obeh slik:
»Plošči sta bili sprva poslikani v drugačnem slogu, ker pa nista bili všeč zavetniku, jih je vzel kardinal Sannesio; namesto njih je naslikal dve oljni sliki, ki ju danes lahko vidimo tam, saj ni uporabil nobenega drugega medija. In tako rekoč - sreča in slava sta ga ponesli s seboj.«
To poročilo je edini zgodovinski vir za dobro znano zgodbo. Čeprav je biografija napisana desetletja po dogodkih, je njena resničnost splošno sprejeta. Baglione ni podal dodatnih razlag o razlogih in okoliščinah zavrnitve, vendar je sodobna znanost predstavila več teorij in domnev. Prve različice slik je očitno pridobil Giacomo Sannesio, tajnik Sacra Consulta in navdušen zbiralec umetnosti. Prvo Spreobrnjenje svetega Pavla je končalo v zbirki Odescalchi Balbi. Je veliko svetlejše in bolj manieristično platno z angelom ki ga podpira Jezus, ko seže do zaslepljenega Pavla.
Z rentgenskim pregledom so razkrili še eno, skoraj popolno različico prizora pod pričujočo sliko, na kateri je svetnik prikazan padel na tla, na desni strani platna, odprtih oči, obloženega čela in dvignjene desne roke.

## Opis
Pavlova spreobrnitev iz preganjalca v apostola je znana svetopisemska zgodba. Po Novi zavezi je bil Savel iz Tarza vnet farizej, ki je močno preganjal Jezusove privržence, celo sodeloval pri kamenjanju Štefana. Bil je na poti iz Jeruzalema v Damask, da bi aretiral kristjane v mestu.
Med potjo, ko se je bližal Damasku, pa ga je nenadoma obsijala luč z neba.  Padel je na tla in zaslišal glas, ki mu je rekel: »Savel, Savel! Zakaj me preganjaš?«  Rekel je: »Kdo si, Gospod?« Glas pa je odgovoril: »Jaz sem Jezus, ki ga ti preganjaš.« Apd 9,3-5
Slika prikazuje trenutek, opisan v Apostolskih delih, ko je Savel padel s konja na poti proti Damasku, videl zaslepljujočo svetlobo in zaslišal Jezusov glas. Za Savla je to trenutek močnega verskega zanosa: leži na tleh, z zaprtimi očmi, z razširjenimi nogami in dvignjenimi rokami navzgor, kot da objema svoj privid. Svetnik je mišičast mladenič, njegovo oblačilo je videti kot renesančna različica rimskega vojaškega oblačila: oranžen in zelen prsni kiras, pteruges, tunika in škornji. Njegova čelada mu je padla z glave, meč pa mu leži ob strani. Rdeča pelerina je skoraj videti kot odeja pod njegovim telesom. Konj gre mimo njega pod vodstvom starega konjušnika, ki s prstom kaže na tla. Žival je umiril in zdaj preprečuje, da bi stopila po Savla. Ogromen konj ima lisasto rjavo in smetanasto krzno; še vedno se peni na ustih, kopito pa visi v zraku.
Prizor je osvetljen z močno svetlobo, toda tri figure zajema skoraj nepregledna tema. Nekaj šibkih žarkov na desni prikliče Jezusovo epifanijo, vendar to ni pravi vir razsvetljave, konjušnik pa na videz ne ve, da je božanski. Ker je konj brez sedla, se predlaga, da se prizor odvija v hlevu namesto v odprti pokrajini.

## Slog
Ikonografija
Uveljavljena ikonografska tradicija je določala, kako naj bo Pavlova spreobrnitev upodobljena v renesančni in baročni umetnosti. Značilni elementi so bili zadnjica paničnega konja - čeprav v Bibliji ni omenjen konj, Savel, ki leži na tleh, Jezus se prikaže na nebu in spremstvo vojakov, ki so se odzvali na dogodke. Tako je Taddeo Zuccari, eden najbolj znanih slikarjev v Caravaggiovem Rimu, okoli leta 1560 upodobil prizor na veliki oltarni sliki v cerkvi San Marcello al Corso. Podobo Pavla v Cerasijevi konverziji je po vzoru Rafaela izpeljal Zuccari. Rafaelova različica je bila del njegove serije tapiserij, ustvarjenih za Sikstinsko kapelo v letih 1515–16.
»Če bi lahko Rafaelovega svetega Pavla obrnili tako, da bi se njegova glava dotaknila spodnjega okvirja in bi bila dolžina telesa usmerjena bolj ali manj pravokotno navznoter, bi imeli podoben lik kot na Caravaggiovi«, je opazil Walter Friedlaender. Predlagal je tudi, da je bil navdih za konja najslavnejša grafika Albrechta Dürerja, Veliki konj (1505), katerega glavni subjekt ima enako obsežno, močno zadnjico, preostali del telesa pa je viden iz podobnega poševnega kota.
Drug možen vir slike je štiridelni lesorez, ki ga pripisujejo Ugu da Carpiju (ok. 1515–20), katerega osrednji detajl prikazuje Savla na tleh in konjušnika, ki poskuša pomiriti paničnega konja in žival odpelje.  To je edini znani primer med predhodniki, ki predstavlja popolnoma isti trenutek kot slika Caravaggia. Bolj očitna, čeprav manj tesna predhodnica je bila Michelangelova Spreobrnitev svetega Pavla  v Pavlinski kapeli (1542–45), kjer sta vznemirjen konj in vojak, ki drži uzdo, vidna elementa sredi natrpanega prizora. Slika, ki jo je Caravaggio moral poznati, je bila zelo nenavadna konverzija, ki jo je Moretto da Brescia naslikal za kovnico Milana v letih 1540–41. Ta prizor sestavljata samo dve figuri: Savel in njegov konj, konj pa nenavadno prevladuje nad sliko. Moretta je verjetno navdihnila podobna konverzija, ki jo pripisujejo Parmigianinu (1527).
Čeprav so si nekatere podrobnosti in motivi morda podobni ali so navdihnili to umetniško delo, je pomembno omeniti, da sta bila skrčena kompozicija in intenzivna duhovna drama Spreobrnjenja v  Cerasijevi kapeli takrat novost brez neposrednega ikonografskega precedensa. Predstavljal je prekinitev s tradicijo, da je celo prejšnja različica Caravaggia bolj ali manj sledila.
Tenebrizem
Večina Caravaggiovih slik po letu 1600 je upodabljala verske predmete in so jih postavljali v cerkvah. Po besedah Denisa Mahona obe sliki v Cerasijevi kapeli tvorita »tesno povezano skupino dovolj jasnega značaja« s sliko Navdih svetega Mateja v Contarellijevi kapeli in Polaganje Kristusa v grob v Vatikanski pinakoteki. Ta štiri dela je poimenoval 'srednja skupina' in izjavil, da spadajo v zrelo obdobje Caravaggia. V primerjavi s slikama v Cerasijevi kapeli je Mahon Spreobrnjenje svetega Pavla videl »veliko bolj animiran kot njegov spremljevalec«. To se prenaša zgolj z iznajdljivo uporabo svetlobe, ker se je Caravaggio izognil vsem, razen najmanjšim gibom. Tako je postavil »prizor nejasen, skrivnosten in zato nenavadno mouvementé.« 
Caravaggiov slog tenebrizma, kjer se forme na slikah pojavljajo iz temnega ozadja z običajno enim virom močne svetlobe, je s svojimi močnimi kontrasti ustvaril dramatične učinke. Ta osvetljava je vzbujala duhovno dramo v Spreobrnjenju svetega Pavla. Svetlejša območja so postavljena skupaj s »težkimi temnimi lisami, zlasti globoko pod trebuhom konja in segajo v nepregledno temo, ki leži zunaj krožne skupine treh figur«. Običajno pokrajinsko ozadje je bilo v celoti zavrnjeno in nadomeščeno z močno koncentracijo na treh figurah, ki sestavljajo prizor. Zaradi močne svetlobe in teme, ki jo zavija, je ta poudarek še močnejši.
Nenavadna postavitev likov je prav tako služila posredovanju intenzivnosti trenutka. Čeprav Savel dobi največ svetlobe, mu je pozornost namenjena na nenavaden način. Ležeč na tleh je veliko manjši od konja, ki je prav tako v središču slike. Pavlovo telo je nagnjeno in ni obrnjeno proti gledalcu, kljub temu pa je njegova prisotnost najmočnejša, saj njegovo telo teži v prostor gledalca. Položaj konja in še posebej sprednje noge, ki visi v zraku, ustvarja še večjo vizualno napetost. Prvi osnutek sestave, ki ga je razkril rentgenski pregled, je bil bolj tradicionalen sestav z vidnim virom božanskega sijaja, ki prihaja z leve strani.

## Sprejem
Caravaggio je bil v času Cerasijevega naročila uspešen in slavljen umetnik, vendar je nenavaden slog in sestava slike že zgodaj povzročila kritiko. Prvi vplivni umetniški kritik, ki je sliko zavrnil, je bil Giovanni Pietro Bellori. Leta 1672 je o Cerasijevi kapeli napisal v Življenju sodobnih slikarjev, kiparjev in arhitektov:
»Caravaggio je izvedel dve stranski sliki, Križanje svetega Petra in Spreobrnitev svetega Pavla; njuna zgodovina je popolnoma brez akcije.«
To je bolj ostra kritika, kot se sliši, ker je Bellori trdil, da »slikanje ni nič drugega kot posnemanje človeškega delovanja«; zato je bila slika popolnoma brez akcije zanj ne-slika. Zaradi odstopanj od tradicionalne ikonografije je bila slika v njegovih očeh 'brez akcije': pomembnost konja namesto biblijskega junaka, odsotnost Jezusa in osredotočanje na nepomemben trenutek v zgodbi po Savlovem padcu namesto na njegov pravi vrhunec, božansko epifanijo. Nedvomno so te odločitve motile narativni zagon, vendar je Caravaggio to storil, da bi razširil običajne meje slikovnega pripovedovanja.
Bellori stoji na čelu dolge vrste sovražnih komentarjev. Umetnostni zgodovinar Jacob Burckhardt je v svojem popotniškem priročniku za slikanje v Italiji (1855) predstavil konverzijo o tem, kako 'grobe' so bile kompozicije Caravaggia, »ko mu ni bilo mar za izražanje« in kritiziral, da »konj skoraj napolni celotno sliko«.
Ugled Caravaggia je dosegel najnižjo točko v drugi polovici 19. stoletja. Najbolj priljubljeni turistični vodniki tega obdobja, ki jih je objavil Karl Baedeker, v svojih zelo podrobnih opisih Santa Marije del Popolo preprosto izpustijo dve platni Caravaggio in Cerasijevo kapelo. Sliki nista omenjeni v petnajstih izdajah, objavljenih med letoma 1867 in 1909.
Angleški likovni kritik Roger Fry v svojih Transformacijah (1927) pravi, da je konverzija kombinacija melodrame in fotografskega realizma, ki je značilna za verske slike Caravaggia. »Prvotna zasnova človeka in konja ni brez zaslug, kljub nepomembnosti opazovanja in vztrajanju na podrobnostih zaradi njihovega iluzivnega učinka, vendar se celotna zasnova razbije, ko je sv. Pavel namerno potisnjen na prizorišče in deli nimajo daljši pomen v primerjavi s celoto«, je trdil. Tudi leta 1953 Bernard Berenson, verjetno največji avtor italijanskega renesančnega slikarstva v prvi polovici 20. stoletja, je sliko označil za šarado:
»Nič bolj neskladnega kot pomen, ki ga ima konj nad jahačem, neumna zver nad svetnikom. Zagotovo bolj pikaresken kot svet«.
Mnenja so se ponovno temeljito spremenila sredi 20. stoletja, ko je bil Caravaggio priznan kot eden največjih slikarjev v zgodovini zahodne umetnosti. Roberto Longhi, ki je svoje ime predstavil v 1950-ih, je leta 1952 zapisal, da je Caravaggio v celoti pometel takratno ikonografsko tradicijo in v javnosti ponudil »tisto, kar je morda najbolj revolucionarna slika v zgodovini verske umetnosti. [... ] Če ne bi bila slika postavljena na stransko steno, bi se morda vprašali, kako bi jo Caravaggio lahko dal na javno razstavo, ne da bi naletel na hudo kritiko ali celo popolno zavrnitev.«
Drugi vodilni raziskovalec v tistem času Walter Friedlaender je v svoji revolucionarni monografiji Caravaggio Studies (1955) analizo Spreobrnitve svetega Pavla uporabil kot uvod v umetnost Caravaggia. Poudaril je, da sta bili obe sliki Cerasijeve kapele »kljub svoji radikalno novi in nenavadni zasnovi popolnoma primerni za predano meditacijo«, ker prizori »niso oddaljeni očem, daleč ločeni od gledalca. Govorijo neposredno z njim, na njegovi ravni. Lahko razume in deli njihove izkušnje: prebujanje vere in mučeništvo vere.«
Ta pohvala je našla literarni izraz v pesmi Thoma Gunna, mladega angleškega pesnika, ki so ga britanski kritiki v 1950-ih zelo cenili. Gunn je nekaj mesecev preživel v Rimu na študentskem štipendiranju leta 1953 po diplomi na Cambridgeu in zelo so ga navdušile slike Caravaggia v Cerasijevi kapeli. Pesem je bila objavljena v reviji Poetry leta 1958 z naslovom In Santa Maria del Popolo (Spreobrnjenje sv. Pavla). Daje povsem sekularno branje slike, brez ničesar svetega, ki jo razlaga kot »poraz hrepenenja po Absolutu, ki je človeku neizogibno zanikan [...], kot nekakšen poraženi Faust«.